# Brontaea humilis
Brontaea humilis är en tvåvingeart som först beskrevs av Zetterstedt 1860.  Brontaea humilis ingår i släktet Brontaea, och familjen husflugor. Arten är reproducerande i Sverige.